# Дивна пропаст
Дивна пропаст (енгл. Beautiful Disaster) амерички је љубавни филм из 2023. године. Режију потписује Роџер Камбл, по сценарију који је написао с Џејми Макгвајер, док главне улоге тумаче Вирџинија Гарднер и Дилан Спраус. Темељи се на истоименом роману Макгвајерове из 2011. године, који је првобитно поставила на Wattpad.

## Улоге
| Глумац            | Улога          |
| ----------------- | -------------- |
| Вирџинија Гарднер | Аби Абернати   |
| Дилан Спраус      | Травис Медокс  |
| Отем Ризер        | проф. Фелдер   |
| Либе Барер        | Америка Мејсон |
| Мајкл Кадлиц      | Џим Медокс     |
| Брајан Остин Грин | Мик Абернати   |
| Остин Норт        | Шепли Медокс   |
| Роб Естес         | Бени           |
| Самјуел Ларсен    | Џеси Виверокс  |
| Џек Хескет        | Трентон Медокс |
| Тревор ван Уден   | Томас Медокс   |
| Мики Дартфорд     | Тајлер Медокс  |
| Акшај Кумар       | Адам           |
| Нил Бишоп         | Паркер Хејз    |
| Деклан Мајкл Лерд | Тајлер Медокс  |